# Le Miccine
Le Miccine è una borgata composta da vecchie coloniche e case moderne, frazione del comune di Campi Bisenzio, ai confini con quello di Prato, in provincia di Firenze.
È una delle poche zone del comune dove sia ancora presente una certa attività agricola e ne è prevista una valorizzazione ambientale con la creazione del "Parco delle Miccine", anche per la presenza di alcuni specchi d'acqua di indubbio interesse naturalistico come il Lago Pontarto e il Lago Oasi.
La località fu duramente colpita dall'alluvione del 4 novembre 1966, quando le acque dell'Ombrone pistoiese raggiunsero qui i tre metri di altezza.
Negli anni '70 del XX secolo la zona delle Miccine fu candidata ad ospitare il nuovo aeroporto fiorentino, progetto poi abbandonato sia per le opposizioni dei comuni di Campi Bisenzio e Prato che per la decisione di potenziare l'aeroporto di Firenze-Peretola.